# Last Seduction
Série
The Last Seduction II
(1999)
Pour plus de détails, voir Fiche technique et Distribution.
Last Seduction (The Last Seduction) est un film américano-britannique réalisé par John Dahl et sorti en 1994.
La performance de l’actrice principale Linda Fiorentino est largement acclamée par la critique et elle est évoquée pour une éventuelle nomination à l'Oscar de la meilleure actrice. Elle est cependant jugée inéligible car que le film a été projeté sur la chaine HBO avant sa sortie dans les salles de cinéma.
Last Seduction a acquis au fil du temps le statut de film culte. Son personnage principal, Bridget Gregory, sera reconnu comme l'une des femmes fatales les plus emblématiques de l'histoire du cinéma,,. En 2019, le British Film Institute inclut le film, aux côtés de Gone Girl et La mort vous va si bien, dans un programme dédié à l'exploration de « personnages féminins méchamment convaincants à l'écran. »
Une suite sans les interprètes originaux, The Last Seduction II, sort directement en vidéo en 1999. Joan Severance y reprend le rôle tenu par Linda Fiorentino.

## Synopsis
Bridget Gregory dérobe à son mari Clay, trafiquant de drogue poursuivi par des usuriers, 700 000 $ en liquide. Alors qu'elle s'enfuit en voiture vers Chicago, elle fait étape dans la petite ville de Beston. Elle y rencontre dans un bar Mike Swale, qui revient de Buffalo après un mariage suivi d'un divorce-éclair. Ils se découvrent aussitôt des affinités, Bridget ne désirant qu'une aventure d'un soir et Mike cherchant à quitter Beston.
Pendant ce temps, Clay Gregory se fait briser un pouce par les usuriers qui veulent récupérer leur prêt. Avec l'aide d'un détective privé, il recherche désespérément sa femme et son argent. Bridget prend le nom de Wendy Kroy et se fait embaucher dans la compagnie d'assurance qui emploie Mike. Sa fausse identité est presque une anagramme de « New York » et Clay, connaissant son goût pour les jeux d'écriture, finira par éventer son secret.
Quand Mike lui montre que l'on peut croiser des dossiers d'assurance pour découvrir si un mari est infidèle, Bridget élabore un plan pour vendre des « contrats » de meurtre aux épouses trompées. Elle fait semblant de partir en Floride pour exécuter l'un de ces contrats, alors qu'en réalité elle se rend à Buffalo pour rencontrer l'ex-femme de Mike, Trish. Afin de prouver qu'elle a bien touché une part de l'assurance décès d'une veuve en paiement de ses services, elle montre à Mike l'argent volé à Clay. Elle lui affirme qu'elle a tué pour qu'ils puissent profiter ensemble de ce revenu, puis le persuade qu'il doit agir de même pour qu'ils soient quittes et pour lui prouver son amour.
Elle le pousse à assassiner un avocat fiscaliste qui dépossède frauduleusement des dames âgées de leur maison. Au début réticent, il finit par se ranger à ses arguments après qu'il a reçu une lettre de Trish, lui disant qu'elle rentrait à Beston. Cette lettre était en fait un faux rédigé par Bridget pour le faire changer d'avis.
Mike va à New York et pénètre par effraction dans l'appartement de l'avocat, qui s'avère être Clay. Ce dernier, une fois ligoté, réalise ce qui se trame quand Mike mentionne le nom de Wendy Kroy, et le convainc de la supercherie en lui montrant une photo de lui et Bridget ensemble. Ils manigancent alors un complot pour la doubler, mais elle renverse les rôles en tuant elle-même son mari. Elle enjoint un Mike complètement abasourdi de la violer. Comme il refuse, elle lui révèle qu'elle sait que Trish est trans. Elle parvient ainsi à le manipuler jusqu'à ce que, à bout de nerfs, il la saillisse brutalement près du téléphone décroché, avec police-secours en ligne.
Mike se retrouve en prison, accusé de viol et d'homicide volontaire, pendant que Bridget s'en sort avec le magot.

## Fiche technique
Sauf indication contraire, les informations mentionnées dans cette section peuvent être confirmées par la base de données cinématographiques IMDb,  présente dans la section « Liens externes ».
- Titre français : Last Seduction
- Titre original : The Last Seduction
- Réalisation : John Dahl
- Scénario : Steve Barancik
- Musique : Joseph Vitarelli
- Photographie : Jeff Jur
- Costumes : Terry Dresbach
- Montage : Eric L. Beason
- Producteur : Jonathan Shestack
- Société de production : ITC
- Sociétés de distribution : October Films (États-Unis), AFMD (France)
- Pays de production :  Royaume-Uni,  États-Unis
- Genre : thriller érotique, néo-noir, drame, romance[6]
- Durée : 110 minutes
- Dates de sortie : 
  - États-Unis : 26 octobre 1994
  - France : 10 mai 1995

## Distribution
- Linda Fiorentino (VF : Marie-Christine Darah) : Bridget Gregory / Wendy Kroy
- Bill Pullman (VF : Georges Caudron) : Clay Gregory
- Peter Berg : Mike Swale
- Brien Varady : Chris
- Dean Norris : Shep
- J. T. Walsh : Frank Griffith
- Bill Nunn : Harlan

## Production
Le script s'intitule initialement Buffalo Girls mais il est modifié pour éviter toute confusion avec le roman homonyme de Larry McMurtry. Le scénariste Steve Barancik (en) explique qu'il a initialement présenté son idée à ITC Entertainment comme un téléfilm dans le style de Cinemax à petit budget mais avec « une intention discrète de faire un bon film. » Linda Fiorentino explique son choix d'accepter le rôle : « Après avoir lu ce scénario, j'étais en Arizona et je suis monté dans une voiture et j'ai roulé six heures pour me rendre à la réunion parce que je n'avais jamais rien lu d'aussi unique en termes de personnage féminin. Et j'ai marché pendant la réunion avec John Dahl, le réalisateur, et moi avons dit : “John, vous n'êtes pas autorisé à embaucher quelqu'un d'autre que moi pour ce film.” Et je ne plaisantais pas. »
Le tournage a lieu dans l'État de New York (New York, Irvington).
J. T. Walsh, qui n'a tourné qu'un seul, devait initialement revenir à la fin dans le rôle de Frank Griffith. Cette fin alternative n'a finalement pas été utilisé parce John Dahl pensait que c'était trop un rebondissement de trop qu'il apparaisse à la fin en tant qu'avocat de Mike Swale. Un autre acteur a été choisi pour incarner l'avocat,.

## Bande originale
- Groove Me interprété par The ElderGreens
- Momma Love Sissors interprété par Charlie Terrell
- Warmer Days interprété par Blues Traveler
- Poison Kiss interprété par Charlie Terrell
- Cowgirl Blues interprété par Sandy Rogers
- Soft Touch interprété par Smokin' Joe Kubek

## Accueil
Le film reçoit des critiques globalement positives. Sur le site d'agrégation de critiques Rotten Tomatoes, le film obtient 94% d'avis favorables, pour 52 critiques et une note moyenne de 7,9⁄10. Le consensus suivant résumé les avis collectés : « Comme Body Heat, The Last Seduction met à jour les techniques du film noir pour une époque moderne, imprégnant ce film érotique du snark des années 90. » Sur le site Metacritic, qui utilise une moyenne pondérée, le film obtient la note de 85⁄100 pour 12 critiques.
Le célèbre critique américain du Chicago Sun-Times Roger Ebert lui donne la note de 4 étoiles sur 4, soulignant la capacité de Linda Fiorentino à projeter son personnage avec un humour sec et une liberté par rapport aux conventions hollywoodiennes entourant généralement une antagoniste féminine. Il le classe à la 5e place de ses films préférés de 1994. Le film figure par ailleurs dans l'ouvrage 1 001 films à voir avant de mourir.

## Distinctions
Il a été question de nommer Linda Fiorentino pour l'Oscar de la meilleure actrice, mais le film était inéligible parce que diffusé sur HBO avant sa sortie au cinéma. October Films et Incorporated Television Company poursuivront l'Académie en justice sans résultat,.

### Récompenses
- Prix de la critique au festival du film policier de Cognac
- NBR Award
- Independent Spirit Award du premier rôle féminin pour Linda Fiorentino
- ALFS Award de l'actrice de l'année pour Linda Fiorentino
- NYFCC Award de la meilleure actrice pour Linda Fiorentino

### Nominations
- DGA Award pour John Dahl
- Edgar Allan Poe Award pour Steve Barancik
- BAFTA de la meilleure actrice dans un rôle principal
- Chlotrudis Award de la meilleure actrice

## Suite
Une suite sans aucun lien et réalisée par Terry Marcel sort en vidéo en 1999.